# Romain Barthélémy
Pour les articles homonymes, voir Barthélemy.
Pas d'image ? Cliquez ici

a Compétitions nationales et continentales officielles uniquement.

b Matchs officiels uniquement.
Dernière mise à jour le 7 juin 2022.
Romain Barthélémy, né le 25 janvier 1990 à Saint-Martin-d'Hères dans l'Isère, est un joueur français de rugby à XV évoluant au poste de demi d'ouverture ou centre au FC Grenoble depuis 2021.

## Biographie
Né à Saint-Martin-d'Hères dans la banlieue de Grenoble où son père Patrick portait les couleurs du FCG, romain est formé au Rugby Nice Côte d'Azur Université Racing puis au Rugby club toulonnais et est sélectionné chez les jeunes de moins de 20 ans.
Son faible temps de jeu au Rugby club toulonnais et le discours de Henry Broncan le convainc à rejoindre le SC Albi, la première année sous la forme d'un prêt, puis il signe un contrat définitif avec son nouveau club, le SC Albi avec son ex-coéquipier toulonnais Baptiste Bonnet.
Arrivé à l'Aviron Bayonnais pour la saison 2018-2019, il est  sacré champion de France de Pro D2 pour sa première année avec le club basque.
Il s'engage au FC Grenoble pour trois ans à partir de juillet 2021.
Durant la saison 2022-2023, son club termine à la deuxième place de la phase régulière du championnat et se qualifie jusqu'en finale où il affronte Oyonnax. Pour ce match, il est titulaire mais le FC Grenoble s'incline sur le score de 14 à 3.

## Palmarès
- RC Toulon
  - Vainqueur du Championnat de France cadets en 2007
  - Vainqueur du Championnat de France Reichel en 2010

- Aviron bayonnais.
  - Vainqueur du Championnat de France de Pro D2 en 2019
  - Finaliste du Barrage d'accession au championnat de France en 2021
- FC Grenoble
  - Finaliste du Championnat de France de Pro D2 en 2023